# Javier Cremades
Javier Cremades García (Ceuta, 25 de agosto de 1965) es un abogado español, fundador y presidente del bufete internacional Cremades & Calvo Sotelo y presidente de la World Jurist Association.

## Desarrollo académico
Es Licenciado en Derecho por la Universidad de Málaga y  Doctor en Derecho Constitucional por la Universidad de Regensburg (Alemania), Doctor en Derecho por la UNED (España) y doctor honoris causa por la Universidad Internacional de Valencia (España).
En 1989 se incorporó a la Cátedra de Derecho Público de la Universidad de Ratisbona como asistente científico del Catedrático Rainer Arnold, quien sería su director de tesis. Su tesis doctoral, Los límites de la libertad de expresión en el ordenamiento jurídico español versaba sobre la libertad de expresión. Tras finalizar sus estudios doctorales en Alemania se instaló en Madrid en 1993, ligando su carrera académica a los constitucionalistas españoles Antonio Torres del Moral y Manuel Aragón Reyes. Impartió clases de derecho constitucional durante 15 años en la Universidad Carlos III y en la UNED, y más adelante creó y dirigió los programas de postgrado “Master en Negocio y Derecho de las telecomunicaciones, Internet y Audiovisual” (desde 1997), "Master en Negocio y Derecho de la energía" (desde 2007) y “Máster en Dirección de Asesoría Jurídica de Empresas” (desde 2007).

## Desarrollo profesional
Formó parte del bufete Garrigues entre 1993 y 1995, colaborando en relaciones internacionales y en la conformación y práctica del derecho de las telecomunicaciones. Como abogado experto en libertad de expresión desarrolló una labor en defensa de medios de comunicación y periodistas (Grupo Prisa, ABC, El Español, Asociación de Editores...); e igualmente representó a compañías internacionales del sector de las telecomunicaciones cuando España liberalizó su mercado. Una de las vertientes más conocidas de su actividad profesional ha sido liderar la defensa internacional del opositor venezolano Leopoldo López, y diversas acciones internacionales como el Manifiesto Internacional de Juristas para pedir la liberación inmediata de López.
Ha sido defensor de accionistas e inversores, siendo el promotor de la Asociación Española de Accionistas Minoritarios de Empresas Cotizadas, AEMEC, de la que es Secretario General. En este aspecto destacó por asumir la defensa de los afectados por el Caso Madoff y ser elegido presidente de la Madoff Case Global Law Firm Alliance, que engloba a 34 firmas de 21 países. Ha trabajado como asesor en la redacción de los ordenamientos jurídicos de diversas naciones. Es presidente de la Asociación Española Eisenhower Fellowships. En 2019 presidió el World Law Congress junto con Javier Solana y fue elegido presidente de la World Jurist Association.
En 2022, la Conferencia Episcopal Española contrató al bufete de Cremades y Calvo-Sotelo para investigar los casos de abusos cometidos en el seno de la Iglesia en España a través de una auditoría que duraría como mínimo un año.

## Publicaciones
Es autor y coordinador de numerosas publicaciones académicas en Derecho Público (especialmente sobre las libertades de expresión e información) y en Derecho Privado, en particular sobre sociedades mercantiles. También ha sido colaborador asiduo y articulista en diversos medios de comunicación (El País, El Mundo, ABC, Expansión, Diario 16, El Tiempo o CNN) 
Entre las publicaciones a destacar se encuentran aquellas relacionadas con la irrupción digital: El Paraíso digital (Plaza y Janés, 2001) y Micropoder:  La fuerza del ciudadano en la era digital (Espasa Calpe, 2007) y con más autores: E- abogacía junto a Enric Badia  (La Ley-Actualidad, 2007);  Régimen jurídico de internet (Wolters Kluwer 2001), junto a Miguel Fernández Ordoñez y Rafael Illescas y El planeta internet (Arguval, 2002) junto a Marian Carnicer y Santiago Rodríguez Bajón.  
Su especialización doctoral en los términos de la libertad de expresión le llevó a publicar, entre otros:  Los límites de la libertad de expresión en el ordenamiento jurídico español (La Ley-Actualidad, 1995) y el Derecho de las telecomunicaciones (La Ley-Actualidad, 2002) y junto a Pablo Mayor La liberalización de las telecomunicaciones en un mundo global (Wolters Kluwer/Ministerio de Fomento, 1999). Sus intereses también han abarcado el mundo de las relaciones con China: China y sus libertades, un dilema para el siglo XXI (Espasa Calpe, 2008) y el sector de la energía:  La energía secuestrada (Pearson Editores, 2013).
Es director editorial de la colección "“Derecho de las Telecomunicaciones” y forma parte del consejo editorial de la “Revista Española de Derecho de las Telecomunicaciones” y de la “Revista de la Contratación Electrónica”.

## Reconocimientos
- Abogado del año en España (2015) Revista Forbes.[20]
- Jurista del Año (2018) World Jurist Association.[21][3]
- Doctor honoris causa, Universidad Internacional de Valencia (2013).[22]
- Ordine della Stella d`Italia (2019) Gobierno de la República Italiana.
- Medalla de Honor del Colegio de Abogados de Málaga (2020).[23]
- Medalla de Honor de la International Union of Lawyers (UIA, 2021).
- Académico Numerario de  la Real Academia Europea de Doctores (2021).[24]
- Medalla del Colegio de la Abogacía de Barcelona (ICAB, 2022).[25]
- Medalla de honor del Colegio de Abogados de Madrid (ICAM, 2022)[26]
- Premio Nacional de Jurisprudencia 2023 de México. Barra Mexicana Colegio de Abogados [27]
- Premio a la Mayor Repercusión Internacional. Club Internacional de Prensa y las Asociaciones de Corresponsales de Prensa Extranjera, de Prensa Iberoamericana, de Prensa Africana y de Periodistas y Escritores Árabes. [28]
- Posdoctorado Honoris Causa de la Universidad de Bolonia (2024). [29]
- Primer cónsul honorario de Corea del Sur en Málaga (2024). [30]
- Premio Español Universal de la Fundación Independiente (2025). [31]